# 林德斯貝里
林德斯貝里（Lindesberg）是瑞典的一座城市。2010年，有人口9,149人。